# Monsieur Léon (téléfilm)
Pour les articles homonymes, voir Monsieur Léon.
Monsieur Léon est un téléfilm français, réalisé par Pierre Boutron, co-produit et diffusé par TF1 (2006).

## Synopsis
Il s’agit de la rencontre d’un vieil homme, le docteur Léon Chapuis, et d’un enfant, son petit-fils Yvon, dans le contexte de la guerre et de l’occupation dans une petite ville de province, Ribérac en Dordogne, (région de Bordeaux). Yvon méprise les convictions pétainistes qu’affiche son grand-père et les amitiés dont il dispose à la Kommandantur locale. Mais sous des dehors de notable pétainiste, monsieur Léon est en réalité le chef local de la Résistance. Les circonstances vont l’obliger à prendre en charge son petit-fils de 12 ans. Chacun des deux fera le chemin nécessaire pour aller vers l’autre.

## Fiche technique
- Réalisation : Pierre Boutron
- Scénariste : Pierre Boutron et Anne Valton
- Images : Alain Levent
- Musique : Angélique et Jean-Claude Nachon
- Production : Gétévé Productions avec TF1 ; Christophe Louis, coproducteur et Jacques Salles, producteur
- Chef Décorateur : Denis Seiglan
- Montage : Patrice Monnet
- Régisseurs : Colette Lopez et David Hurst
- Date de diffusion : 27 novembre 2006 sur TF1
- Pays de production : France
- Lieux de tournage : Gironde (Bordeaux, Bègles, Bourg-sur-Gironde, Saint-André-de-Cubzac, Château du Bouilh, Castets-en-Dorthe...), association Chemin de fer touristique Limousin-Périgord
- Date de tournage : février, mars 2006
- Genre : fiction
- Couleur : couleur
- Durée : 90 minutes
- Cascades : Laurent Larrieu (STUNTS-DIVERS) (http://stuntsdivers.fr)

## Distribution
- Michel Serrault : docteur Léon Chapuis
- Arthur Vaughan-Whitehead : Yvon Chapuis, petit-fils de Léon
- Clémentine Célarié : Raymonde
- Annie Grégorio : Odette, employée de maison chez Léon
- Florence Pernel : Irène, mère d'Yvon
- Georges Claisse : Ziegler, le commandant allemand
- Stéfan Elbaum : Jean
- Vincent Valladon : Adrien, le redoublant à l'école
- Dominique Garras : la dame à la fenêtre
- Jürgen Genuit : soldat Helmut
- Bertrand Milliot : un gestapiste
- Frédéric Kneip : un gestapiste
- Jack Delbalat : officier allemand de la gare
- Françoise Dubois : une femme
- Laurent Larrieu : l'homme Raymonde
- Jules Ferran : un cheminot
- Christian Loustau : André
- Frédéric Bouchet : François
- Géraldine Loubet : Mme Goldstein
- Jeff Bigot : M. Goldstein
- Cerise Bouvet : Louison Goldstein, la fillette dont Yvon et Adrien sont amoureux
- Franck Beckmann : l'ordonnance de Ziegler (en tant que Franck Beckman)
- Joël Barc : M. Garreau
- Yvan Bernard : le chauffeur de bus

## Diffusions
Monsieur Léon est diffusé :
- sur RTL-TVI, en Belgique, en septembre 2006, réunissant 336 000 téléspectateurs, soit 29 % de part de marché ;
- sur TF1, le 27 novembre 2006, rassemblant 10 987 760 téléspectateurs, soit une part d'audience de 41,7 % sur les 4 ans et plus, permettant à TF1 de se placer largement en tête des audiences de la soirée. C'est également une des meilleures audiences de 2006 pour TF1 ;
- sur TF1, le 30 juillet 2007, en hommage à Michel Serrault, mort la veille ;
- sur France 3, le 12 mai 2012, attirant 2,8 millions de téléspectateurs, soit 14,1% de part d'audience ;
- sur France 5, le 22 février 2016 ;
- sur 6ter, le 28 novembre 2017 ;
- sur France 5, le 28 mai 2018.

## Critiques
Lors de la première diffusion, si Le Figaro adhère au film, jugeant que « les tête-à-tête entre Michel Serrault et le jeune Arhur Vaugham-Whitehead [...] sont très émouvants et justes », et que « la fin de Monsieur Léon, magnifiée par la musique d'Angélique et Jean-Claude Nachon, est particulièrement réussie et bouleversante, tout comme le sont Clémentine Célarié et Florence Pernel », Le Monde l'expédie comme une série B : « la toile de fond accumule les raccourcis grossiers », la « France de l'Occupation [n'y] prête ni à rire ni à pleurer » et, si les interprètes principaux ont salué, « à l'image d'un scénario cousu de fil blanc, ce couple vieil homme/enfant a un goût de déjà vu ».

## Récompenses
Au Festival de la fiction TV de Saint-Tropez 2006 :
- Meilleure interprétation masculine pour Michel Serrault
- Coup de cœur de la meilleure fiction décernée par douze jeunes du Var

Au Festival de la fiction TV de La Rochelle 2008 :
- Prix du public du meilleur comédien des palmarès du Festival, décerné par Télé 7 Jours, pour Michel Serrault